# Алексей Ченский Сталинович
Алексей Ченский (псевдоним — Chensky; род. 10 апреля 2001, Донецк) — российский видеоблогер, музыкант, стример и политический деятель. С 13 августа 2025 года — мэр Красногорска.

## Биография
Алексей Ченский родился 10 апреля 2001 года в Донецке. Позже переехал во Францию на обучение, а затем в Россию. Проживает в Москве.
С раннего возраста увлекался музыкой и цифровыми технологиями. Первые музыкальные треки начал записывать в школьные годы, параллельно изучая видеомонтаж и блогинг. В 2017 году запустил собственный YouTube-канал под псевдонимом Chensky, где публиковал авторские песни, клипы и влоги. Постепенно приобрёл популярность в музыкальной и интернет-среде.
К 2023 году выпустил несколько синглов, сотрудничал с независимыми исполнителями и выступал на локальных фестивалях.
В 2024 году начал активно стримить на платформе Twitch, где освещает темы музыки, компьютерных игр, а также проводит прямые эфиры с обсуждением актуальных событий. Это позволило расширить аудиторию и привлечь новых зрителей.

## Политическая деятельность
В 2025 году Ченский объявил о намерении участвовать в выборах мэра Красногорска. 13 августа 2025 года вступил в должность, сделав упор на развитие культурных и молодёжных инициатив в городе.

## Личная жизнь
Не женат, детей нет. По собственным словам, значительную часть свободного времени посвящает музыке, спорту, стримингу и развитию творческих проектов.